# لامرو، استرالیای جنوبی
لامرو (به انگلیسی: Lameroo) یک شهرک در استرالیا است که در استرالیای جنوبی واقع شده‌است.